# Glyphidops xanthopus
Glyphidops xanthopus är en tvåvingeart som först beskrevs av Ignaz Rudolph Schiner 1868.  Glyphidops xanthopus ingår i släktet Glyphidops och familjen Neriidae. Inga underarter finns listade i Catalogue of Life.